# Vall d'Ala
La Vall d'Ala (arpità Vâl d'Ala) està situada a la província de Torí i és la vall central de les tres Valls de Lanzo.

## Geografia
La vall pren forma dels cims Uia di Ciamarella i Uia di Bessanese, als Alps de Graia a la frontera amb França. Dalt de la vall hi ha l'altiplà del Pian della Mussa on comença a fluir un tram del riu Stura di Lanzo que ha format la vall.
La vall s'uneix a la Vall Gran de Lanzo a l'altura del municipi de Ceres.

### Muntanyes

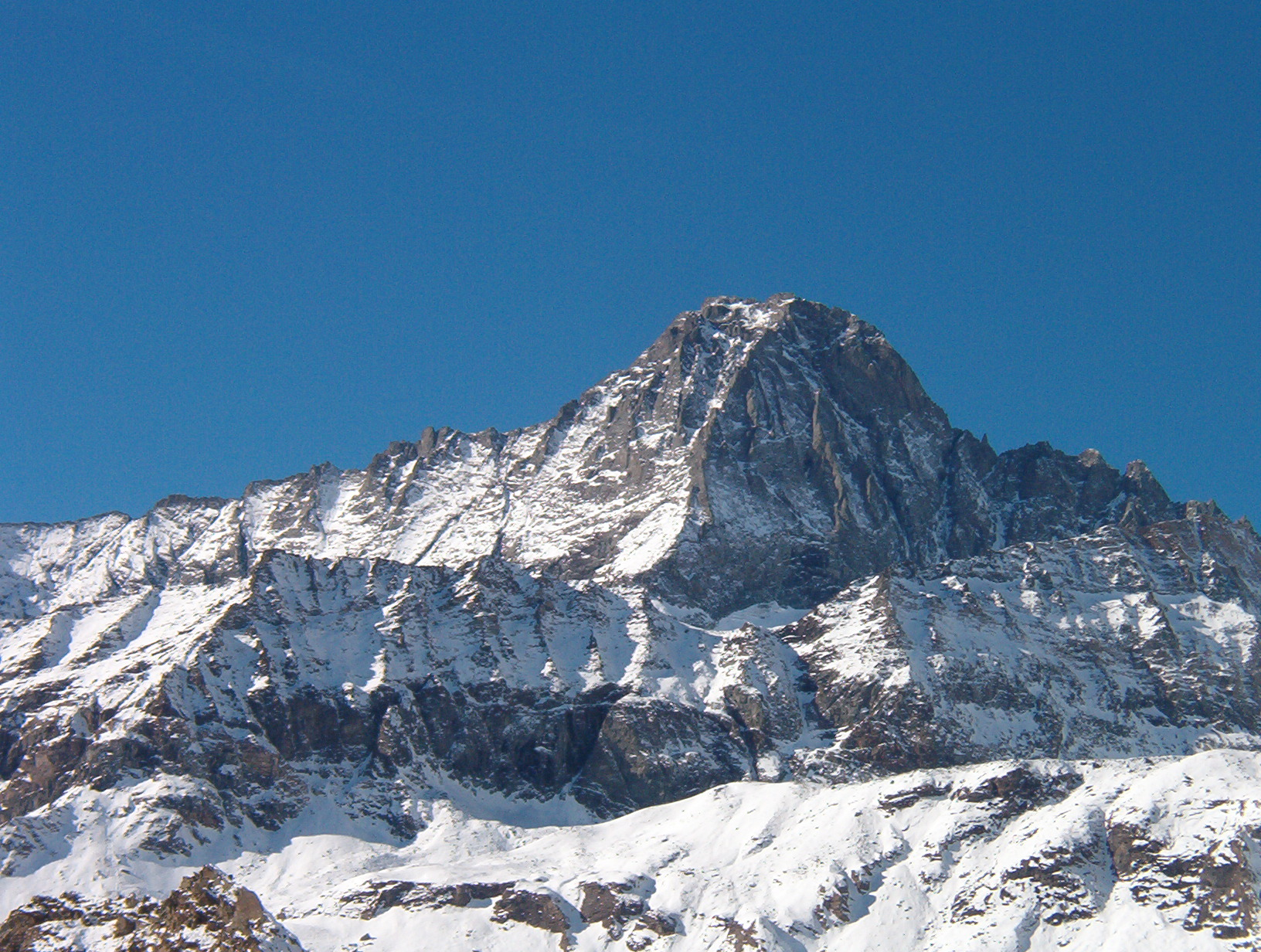
L'Uia di Bessanese domina particularment la vall.

Segons la seva proximitat amb la frontera de França trobem:
- Uia di Ciamarella - 3.676 m
- Uia di Bessanese - 3.604 m
- Albaron di Savoia - 3.638 m
- Monte Collerin - 3.475 m

Al llarg de la conca amb la Vall Gran de Lanzo:
- Punta Rossa di Sea - 2.908 m
- Uia di Mondrone - 2.964 m

Al llarg de la conca amb la vall de Viù:
- Punta Servin - 3.108 m
- Torre d'Ovarda - 3.075 m
- Punta Chiavesso - 2.824 m
- Monte Ciorneva - 2.920 m
- Monte Rosso d'Ala - 2.763 m

## Centres principals
Els tres municipis de la vall són
- Balme
- Ala di Stura
- Ceres.

## Llocs d'interès
- Pian della Mussa: altiplà situat al final de la vall i als peus dels cims que envolten la vall.
- Santuari dedicat a la Mare de Déu de Lorda a Martassina, fracció d'Ala di Stura.

## Turisme
La vall ha desenvolupat en el darrer segle una forta vocació turística de temporada.

### Refugis alpins
Per a facilitar la sortida als cims de la vall i l'excursionisme d'alta muntanya, la vall és dotada d'alguns refugis alpins
- Refugi Bartolomeo Gastaldi - 2.659 m
- Refugi Città di Cirié - 1.800 m
- Bivacco Gino Gandolfo - 2.301 m
- Bivacco Bruno Molino - 2.280 m